# Dicerura xylophila
Dicerura xylophila är en tvåvingeart som beskrevs av Boris Mamaev 1966. Dicerura xylophila ingår i släktet Dicerura och familjen gallmyggor. Arten är reproducerande i Sverige. Inga underarter finns listade i Catalogue of Life.